# Treban
Treban ist eine französische Gemeinde mit 376 Einwohnern (Stand: 1. Januar 2022) im Département Allier in der Region Auvergne-Rhône-Alpes (vor 2016 Auvergne). Sie gehört zum Kanton Souvigny im Arrondissement Moulins.

## Geografie
Treban liegt im Norden der Auvergne in der historischen Provinz Bourbonnais, etwa 19 Kilometer südwestlich des Stadtzentrums von Moulins und etwa 33 Kilometer nordnordwestlich von Vichy am Fluss Douzenan, im Nordosten verläuft der Vezan. Umgeben wird Treban von den Nachbargemeinden Cressanges im Norden, Bresnay im Nordosten, Meillard im Osten, Laféline im Süden, Le Theil im Süden und Südwesten sowie Tronget im Westen und Nordwesten.

## Bevölkerungsentwicklung
| Jahr                       | 1962 | 1968 | 1975 | 1982 | 1990 | 1999 | 2006 | 2011 | 2019 |
| -------------------------- | ---- | ---- | ---- | ---- | ---- | ---- | ---- | ---- | ---- |
| Einwohner                  | 630  | 572  | 510  | 414  | 386  | 369  | 390  | 397  | 379  |
| Quellen: Cassini und INSEE |      |      |      |      |      |      |      |      |      |

## Sehenswürdigkeiten
- Kirche St-Pierre

Siehe auch: Liste der Monuments historiques in Treban

## Persönlichkeiten
- Michel Fournier (* 1944), Fallschirmspringer, Luftwaffenpilot

## Weblinks

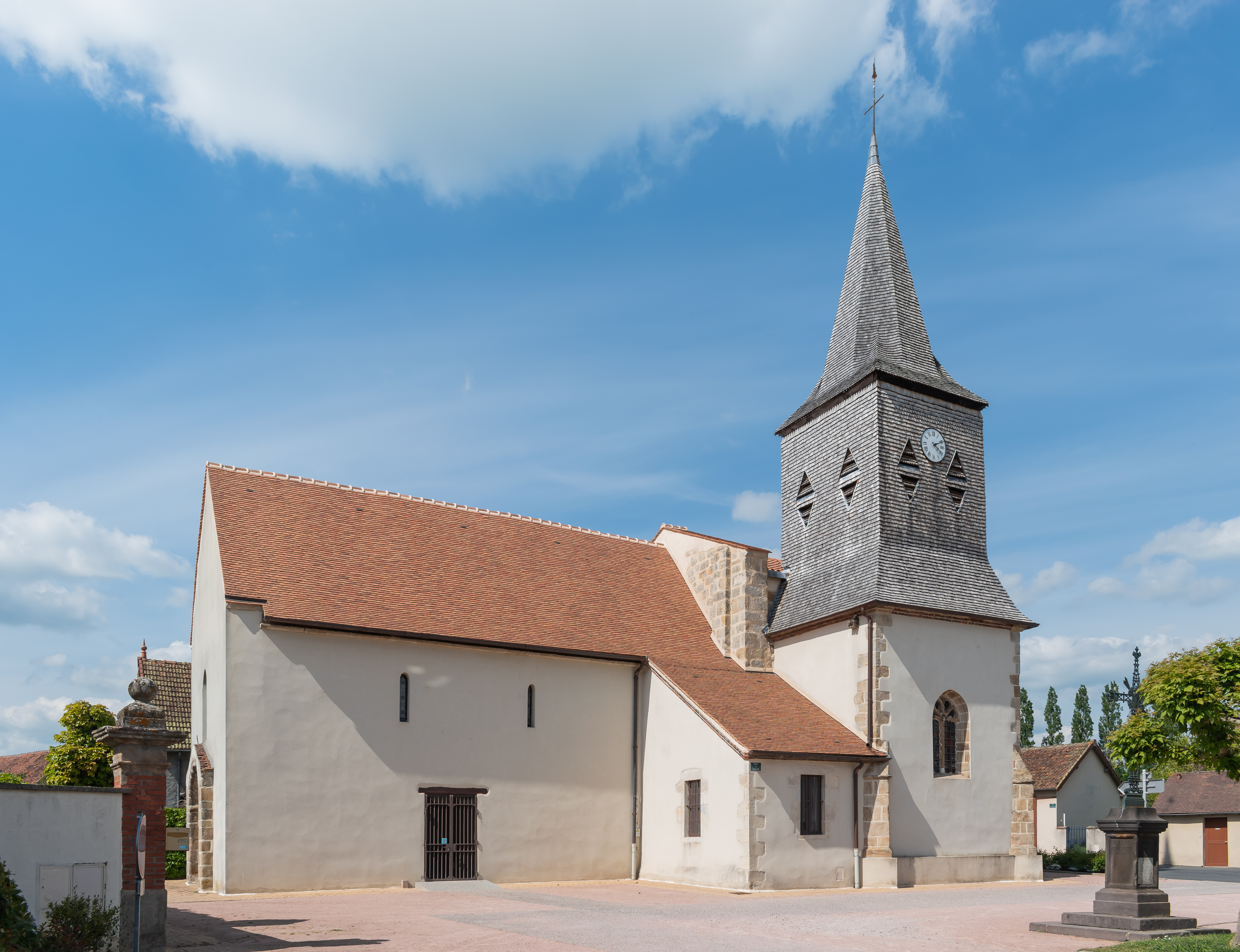
Kirche St-Pierre